# Konsulat Generalny Rosji w Poznaniu

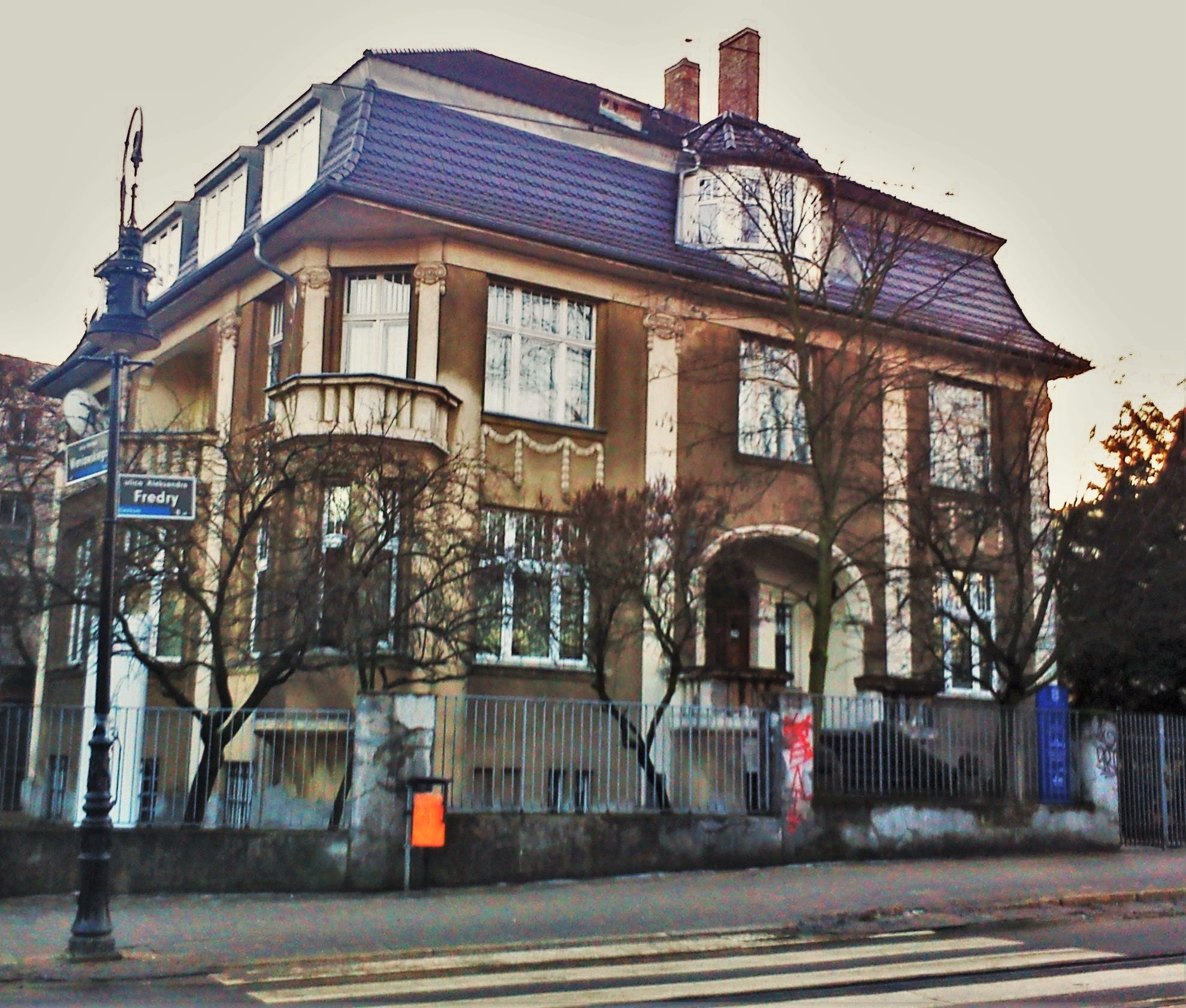
b. siedziba Konsulatu ZSRR w willi Landsberga w Poznaniu (1948-1951)

Konsulat Generalny Federacji Rosyjskiej w Poznaniu (ros. Генеральное консульство России в Познани) – misja konsularna Federacji Rosyjskiej w Poznaniu, w Rzeczypospolitej Polskiej.

## Historia
Konsulat powstał w 1946, w wyniku porozumienia między ambasadą ZSRR a MSZ PRL. W 1948 konsulat zawiesił działalność, ponownie został otwarty w 1960, zaś w 1971 przekształcony w konsulat generalny. 22 paździenika 2024 minister spraw zagranicznych Radosław Sikorski podjął decyzję o wycofaniu zgody na działanie konsulatu.  

## Siedziba
Mieściła się przy ul. Marynarskiej 1 (1946–1948), w willi Landsberga przy ul. Fredry 8 (1948–1951), ul. Świerczewskiego 53a, zmiana nazwy ulicy – ul. Bukowska (1960)..